# Time for Us
Time for Us es el segundo álbum de estudio del grupo femenino de Corea del Sur GFriend. Fue lanzado por Source Music el 14 de enero de 2019 y distribuido por Kakao M. El álbum contiene trece canciones, incluido el sencillo «Sunrise» y su versión instrumental, junto con una versión coreana del primer sencillo japonés del grupo, «Memoria».

## Antecedentes y lanzamiento
Time for Us es el segundo álbum de estudio de GFriend, el cual fue lanzado dos años y seis meses después de su primer álbum de estudio, LOL. Time for Us se lanzó el 14 de enero de 2019 en tres versiones: "Daybreak", "Daytime" y "Midnight". Después de esto, se lanzó una versión limitada del álbum el 25 de enero de 2019.

## Promoción
GFriend comenzó sus promociones en el programa musical M! Countdown de Mnet el 17 de enero de 2019, donde interpretaron «Sunrise» y «Memoria» en su versión coreana. El 19 de enero de 2019 interpretaron su tema secundario «A Starry Sky» en el programa del canal MBC Show! Music Core como parte de su presentación de regreso. Durante la segunda semana de promociones, GFriend ocupó el primer lugar en todos los programas de música de la televisión surcoreana, convirtiéndose en el primer artista en el 2019 en lograr un "grand slam".

## Lista de canciones
| CD - descarga digital |                            |                                  |                                                   |                           |          |  |
| N.º                   | Título                     | Letras                           | Música                                            | Arreglos                  | Duración |  |
| 1.                    | «Sunrise (해야)»           | No Joo-hwan                      | No Joo-hwan, Lee Won-jong                         | No Joo-hwan, Lee Won-jong | 3:36     |  |
| 2.                    | «You Are Not Alone»        | Iggy, Youngbae                   | Iggy, Youngbae                                    | Iggy, Youngbae            | 3:33     |  |
| 3.                    | «L.U.V (기적을 넘어)»      | Lee Seu-ran                      | Darren Smith, Sean Alexander                      | Darren Smith, Avenue 52   | 3:15     |  |
| 4.                    | «Glow (만화경)»            | Lee Mi-so                        | Daniel Sherman, Val De Prete, Caroline Gustavsson | Daniel Sherman            | 3:43     |  |
| 5.                    | «Our Secret (비밀 이야기)» | Lee Seu-ran                      | B.Eyes                                            | B.Eyes                    | 3:25     |  |
| 6.                    | «Only 1»                   | Iggy, Youngbae                   | Iggy, Youngbae                                    | Minki                     | 3:10     |  |
| 7.                    | «Truly Love»               | Limgo, Kim Woong                 | Kim Woong                                         | Kim Woong                 | 3:39     |  |
| 8.                    | «Show Up (보호색)»         | No Joo-hwan                      | No Joo-hwan, Lee Won-jong                         | Lee Won-jong              | 3:30     |  |
| 9.                    | «It's You (겨울, 끝)»      | Miyao, Jade, Kim Ah-reum         | Spacecowboy                                       | Spacecowboy               | 4:01     |  |
| 10.                   | «A Starry Sky»             | Son Go-eun                       | Son Go-eun                                        | Son Go-eun                | 3:11     |  |
| 11.                   | «Love Oh Love»             | Jerry, Emotional Vending Machine | Megatone, stereo14                                | Megatone, stereo14        | 3:21     |  |
| 12.                   | «Memoria» (Korean version) | No Joo-hwan                      | Carlos K., Joe                                    | Carlos K., Ryo Miyata     | 4:09     |  |
| 13.                   | «Sunrise» (Instrumental)   |                                  | No Joo-hwan, Lee Won-jong                         | No Joo-hwan, Lee Won-jong | 3:36     |  |
| 46:22                 |                            |                                  |                                                   |                           |          |  |

## Reconocimientos

### Premios y nominaciones
| Año  | Evento             | Premio        | Resultado | Ref.  |
| ---- | ------------------ | ------------- | --------- | ----- |
| 2020 | Golden Disc Awards | Disco Bonsang | Nominado  | [ 6 ] |

## Posicionamiento en listas
| Lista (2019)                            | Mejor posición |
| --------------------------------------- | -------------- |
| Corea del Sur (Gaon Album Chart)        | 2              |
| Estados Unidos (Billboard World Albums) | 12             |
| Japón (Oricon Album Chart)              | 55             |

| Lista (2019)                     | Mejor posición |
| -------------------------------- | -------------- |
| Corea del Sur (Gaon Album Chart) | 63             |

## Historial de lanzamiento
| País          | Fecha               | Formato                         | Sello                                           |
| ------------- | ------------------- | ------------------------------- | ----------------------------------------------- |
| Corea del Sur | 14 de enero de 2019 | CD, Descarga digital, streaming | Source Music, Kakao M, Sony Music Entertainment |